# Heliconius beebei
Heliconius beebei är en fjärilsart som beskrevs av Turner 1966. Heliconius beebei ingår i släktet Heliconius och familjen praktfjärilar. Inga underarter finns listade i Catalogue of Life.